# Nguyễn Hới
Nguyễn Hới (1909  - 1933) (có tài liệu viết là Nguyễn Văn Hới) sinh ra và lớn lên tại một làng hiếu học, nhiều người đỗ đạt, cùng xóm với nhà cách mạng Lê Thanh Nghị ở thôn Thượng Cốc, huyện Gia Lộc, tỉnh Hải Dương. Mặc dù quê ông ở Hải Dương nhưng chủ yếu hoạt động cách mạng tại Hải Phòng.
Nguyễn Hới là con út trong 3 anh em trai nên được cha mẹ gắng lo cho ăn học đến bậc Thành Chung. 1925 - 1926, phong trào đòi ân xá cụ Phan Bội Châu và truy điệu cụ Phan Chu Trinh đã dấy lên mạnh mẽ trong nước và Nguyễn Hới cũng là một trong những học sinh ở Hải Phòng hăng hái tham gia bãi khóa. Thực dân Pháp tung mật thám và tay sai lùng bắt những người lãnh đạo và "những phần tử tích cực" của phong trào nên Nguyễn Hới phải bỏ học. Nguyễn Hới rủ một số bạn bè lên núi Yên Tử luyện tập võ nghệ, tập thôi miên, rèn luyện sức khỏe để có điều kiện đánh Pháp. Sau phong trào bãi khóa, đấu tranh đòi ân xá cụ Phan Bội Châu và truy điệu cụ Phan Châu Trinh ở Hải Phòng, đồng chí Đỗ Ngọc Du đã lên núi Yên Tử tìm gặp Nguyễn Hới. Sau nhiều lần gặp gỡ, Nguyễn Hới đã giác ngộ và trở về đi theo xu hướng đấu tranh của Việt Nam thanh niên cách mạng đồng chí Hội. 
Giữa năm 1927, Nguyễn Hới được cử đi Quảng Châu (Trung Quốc) theo học lớp chính trị của Tổng bộ thanh niên. Lớp học này với mục đích truyền bá tư tưởng cách mạng của Nguyễn Ái Quốc. Sau mấy tháng học xong lớp học, ông trở về Hải Phòng hoạt động. Để giữ bí mật và đánh lạc hướng theo dõi của bọn mật thám, ông đã lên chùa Yên Tử (Quảng Ninh) 'đi tu'. Đầu năm 1928, qua một thời tạm lánh lên chùa Yên Tử, ông được Tổng bộ thanh niên đón về và giao nhiệm vụ phụ trách tuyên huấn của tỉnh bộ Thanh niên cách mạng đồng chí Hội tại Hải Phòng.
Theo sự phân công của cấp trên, Nguyễn Hới lại được điều động về Hà Nội. Sau khi tổ chức chi bộ 5D Hàm Long (tháng 3/1929) ra đời, Nguyễn Hới được điều đi Nam Định. Ngày 3/2/1930, Đông Dương cộng sản Đảng ra đời, cấp trên phân công Nguyễn Hới về làm Bí thư tỉnh Đảng bộ Nam Định và được cử vào Ban chấp hành Trung ương lâm thời.
Trong quá trình hoạt động cách mạng, Nguyễn Hới luôn bị mật thám Pháp theo dõi. Lúc bàn giao công việc cho Trần Văn Sửu (tức Học Hải) để nhận nhiệm vụ mới, ông đã bị bắt ngày 6-5-1930 tại ngõ Hàng Kẹo, phố Nguyễn Hữu Độ, thành phố Nam Định. Hội đồng đề hình Bắc kỳ đã kết án Nguyễn Hới 20 năm tù khổ sai và đày đi Côn Đảo. Năm 1932 ông làm Bí thư chi bộ nhà tù. Theo chỉ thị của cấp trên, năm 1933, Nguyễn Hới cùng với một số đồng chí khác vượt ngục, vượt đảo và đã anh dũng hy sinh.
Tên của ông được đặt cho tuyến đường ở Hải Phòng và Hải Dương.